# Biber (mostní tank)
Biber (v němčině bobr) je německý mostní tank založený na podvozku tanku Leopard 1.

## Historie
V 60. letech 20. století padlo rozhodnutí nahradit mostní tanky M48A2 AVLB dosud používané v Bundeswehru. Práce na nástupci probíhaly ve dvou týmech pod společným vedením společnosti Krauss-Maffei AG. Vznikly dva prototypy. První s označením „A“ byl vyroben v závodě MaK a prototyp „B“ ve firmě Krauss-Maffei.
V letech 1969 až 1971 byla provedena řada zkoušek, po kterých byl prototyp B schválen pro sériovou výrobu. Výroba byla zahájena v roce 1975 a hlavním výrobcem nových mostů jménem Biber se stala společnost MaK, později součást koncernu Rheinmetall.

## Konstrukce
Vozidlo Biber je postaveno na podvozku hlavního bitevního tanku Leopard 1. Trup byl oproti tanku prodloužen pro umístění dalších akumulátorů. Vpředu je sklopná opěrná radlice a rameno zvedající dvoudílnou vysouvací mostovku o délce 22 m (schopnou přemostit mezeru o šířce až 20 m) a maximální nosnosti 50 t (krátkodobě je povoleno až 60 t).
Most se pokládá ve vodorovné rovině, nikoli „nůžkovým“ rozevíráním, jako je tomu například u M48 AVLB. To Biberu umožňuje skrývat se před nepřítelem za nízkými terénními překážkami, jako jsou křoviny nebo vyvýšeniny.

## Uživatelé

### Současní uživatelé
- Estonsko
  - Estonské pozemní síly - 2 kusy (zakoupeny z Nizozemska).[4]
- Dánsko
  - Dánská královská armáda - 10 kusů.[5]
- Itálie
  - Italská armáda - 64 mostů (vyrobeno v licenci).[6]
- Německo
  - Německá armáda - bylo zakoupeno 105 vozidel (nosičů) a 125 mostovek.[6]
- Polsko
  - Polská armáda - od roku 2017 se plánuje jejich nahrazení soupravami MS-20 Daglezja.[7][8]
- Ukrajina
  - Ukrajinské pozemní síly[9]

### Bývalí uživatelé
- Austrálie
  - Australská armáda
- Chile
  - Chilská armáda
- Kanada
  - Kanadská armáda
- Nizozemsko
  - Nizozemská královská armáda - 25 kusů.[6]